# Prata di Principato Ultra
Prata di Principato Ultra község (comune) Olaszország Campania régiójában, Avellino megyében.

## Fekvése
A megye központi részén fekszik. Határai: Altavilla Irpina, Grottolella, Montefredane, Montemiletto, Pratola Serra, Santa Paolina és Tufo.

## Története
Első említése 1070-ből származik. A következő századokban nemesi birtok volt. A 19. században nyerte el önállóságát, amikor a Nápolyi Királyságban felszámolták a feudalizmust.

## Népessége
A népesség számának alakulása:

## Főbb látnivalói
- Santissima Annunziata, őskeresztény bazilika
- San Giacomo-templom
- San Giuseppe-templom
- őskeresztény (3. század) katakombák